# Thomas Viesehon

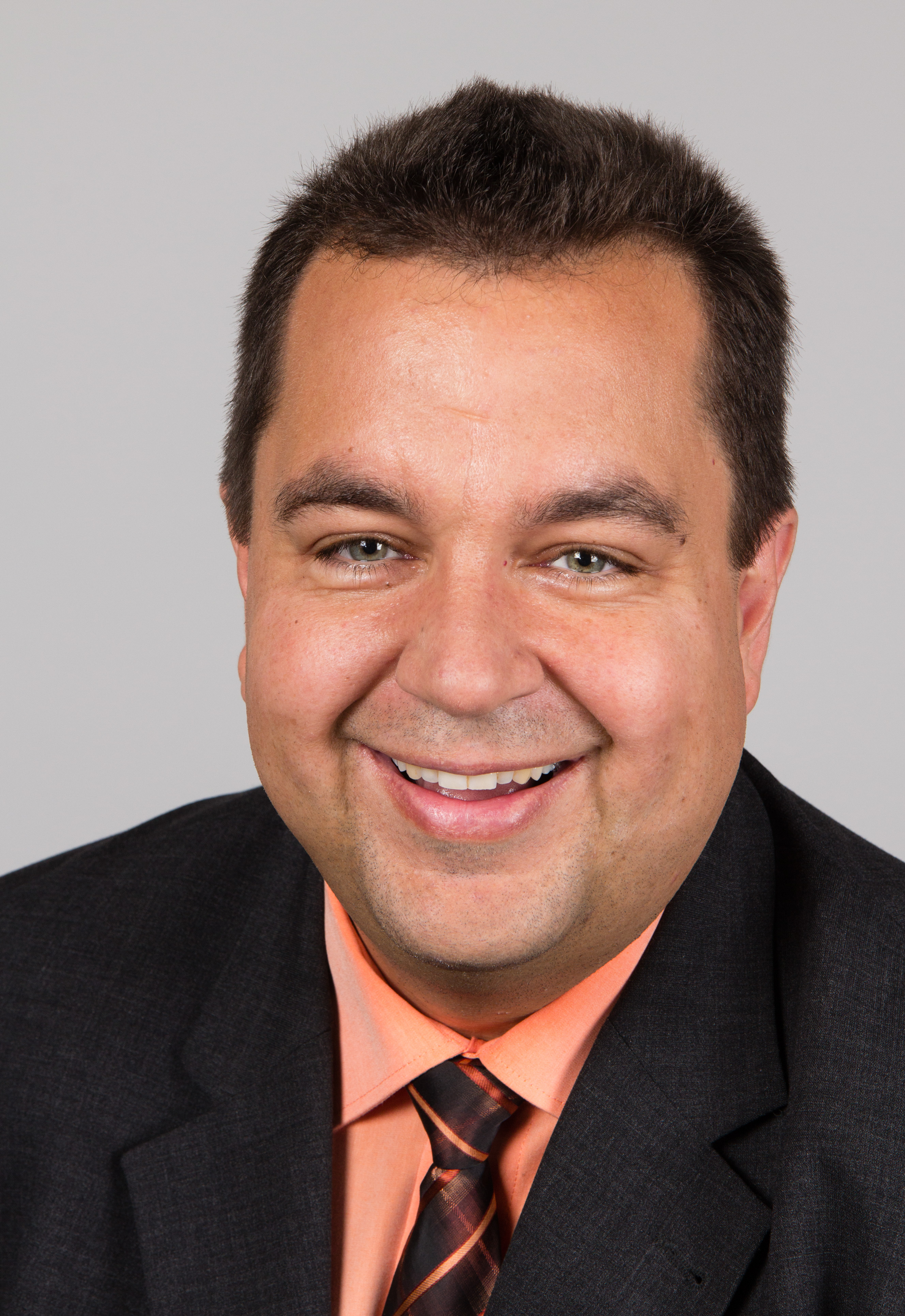
Thomas Viesehon (2014)

Thomas Viesehon (* 6. August 1973 in Volkmarsen) ist ein deutscher Politiker (CDU). Er vertrat den Bundestagswahlkreis Waldeck von 2013 bis 2017 im 18. Deutschen Bundestag und war als Nachrücker von Mai bis Oktober 2021 erneut Mitglied des Deutschen Bundestages.

## Leben
Viesehon wuchs mit drei Geschwistern im elterlichen Landwirtschaftsbetrieb auf und machte nach seinem Abitur 1992 eine Ausbildung zum Bankkaufmann, die er 1995 abschloss. Nach seinem Wehrdienst arbeitete Viesehon ab 1996 für die Raiffeisenbank in Volkmarsen, seit 2001 als Kundenberater.
Viesehon lebt mit seiner Frau Cora, einer Hörgeräteakustikerin, in Hörle.
Viesehon wurde 1989 Mitglied der Jungen Union. 1994 trat er in die CDU ein, deren stellvertretender Vorsitzender er im Kreis Waldeck-Frankenberg ist. Seit 1997 ist er Stadtverordneter und war von 1997 bis 2011 Vorsitzender der CDU-Stadtratsfraktion in Volkmarsen. Seit 2011 ist er Erster Stadtrat und damit stellvertretender Bürgermeister seiner Heimatstadt.

## Abgeordneter
Er trat bei der Bundestagswahl 2009 als Direktkandidat für die CDU im Bundestagswahlkreis Waldeck an, erhielt 35,3 % der Stimmen und verlor damit gegen den SPD-Kandidaten Ullrich Meßmer, der 37,8 % erhielt.
Bei der Bundestagswahl 2013 kandidierte er erneut und gewann mit 41,5 Prozent der Erststimmen das Direktmandat knapp mit 227 Stimmen Vorsprung. Damit eroberte er den als SPD-Hochburg geltenden Wahlkreis das erste Mal für seine Partei, die damit zugleich erstmals einen Bundestagswahlkreis in Nordhessen gewinnen konnte.
In der 18. Wahlperiode des Bundestages war Viesehon ordentliches Mitglied im Ausschuss für Verkehr und digitale Infrastruktur und stellvertretendes Mitglied im Finanzausschuss sowie im Ausschuss für Ernährung und Landwirtschaft. Bei der Bundestagswahl 2017 verlor er seinen Wahlkreis gegen die SPD-Kandidatin Esther Dilcher. Als 13. der hessischen Landesliste seiner Partei rückte er am 8. Mai 2021 für den ausgeschiedenen Abgeordneten Peter Tauber in den Bundestag nach, nachdem Stefan Heck auf Listenplatz 12 darauf verzichtet hatte.
Zur Bundestagswahl 2021 trat er nicht erneut an.